# Каракенгірський сільський округ
Каракенгі́рський сільський округ (каз. Қаракеңгір ауылдық округі, рос. Каракенгирский сельский округ) — адміністративна одиниця у складі Улитауського району Улитауської області Казахстану. Адміністративний центр та єдиний населений пункт — село Бозтумсик.
Населення — 564 особи (2021; 962 у 2009, 1325 у 1999, 1783 у 1989).
Станом на 1989 рік існувала Первомайська сільська рада (села Амантобе, Бозтумсик, Калініно, Кокбулак). 2007 року були ліквідовані села Амантобе, Калініно та Кокбулак.

## Склад
До складу округу входять такі населені пункти:
| Населений пункт | Населення, осіб (1989) | Населення, осіб (1999) | Населення, осіб (2009) | Населення, осіб (2021) |
| --------------- | ---------------------- | ---------------------- | ---------------------- | ---------------------- |
| Амантобе, село  | 92                     | 52                     | -                      | -                      |
| Бозтумсик, село | 1391                   | 1166                   | 962                    | 564                    |
| Калініно, село  | 191                    | 51                     | -                      | -                      |
| Кокбулак, село  | 109                    | 56                     | -                      | -                      |